# Torquato Tasso

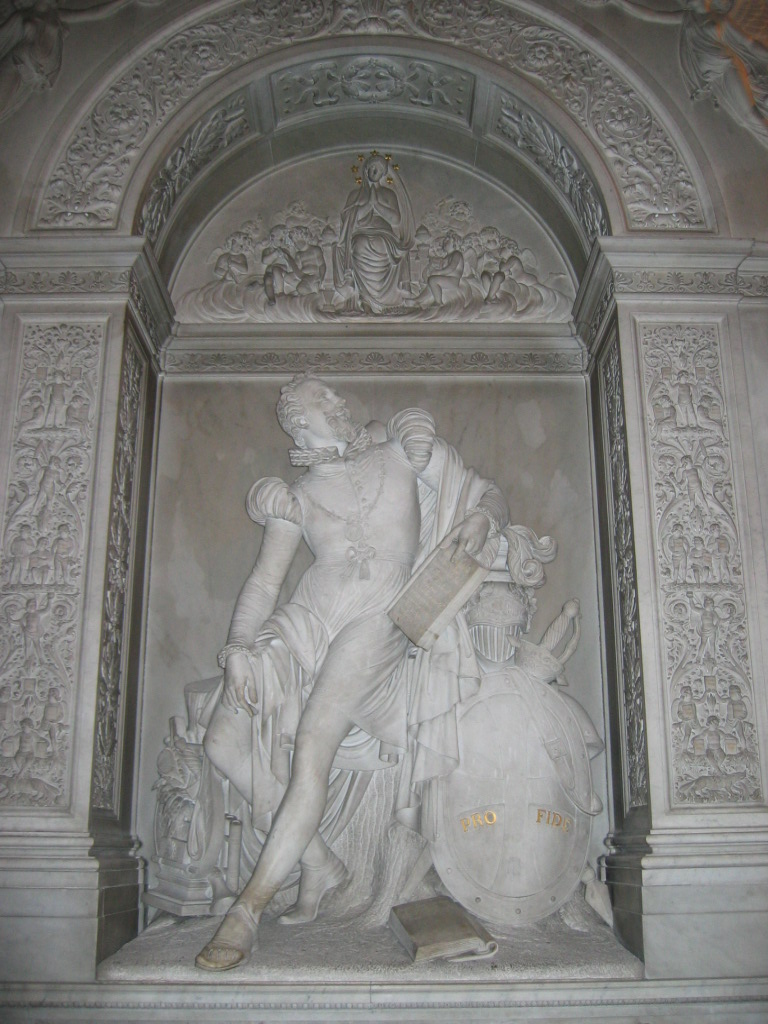
Torquato Tassos gravmonument, utfört av Giuseppe De Fabris (1857). Sant'Onofrio, Rom.

Torquato Tasso, född 11 mars 1544 i Sorrento, Italien, död 25 april 1595 i Rom, var en italiensk diktare under senrenässansen, son till Bernardo Tasso.

## Biografi
Torquato Tassos far var aktiv i politiken, varför familjen tvingades lämna Sorrento när Torquato Tasso var barn. Barndomen tillbringade han i Neapel, där den litteräre fadern gav honom vitter bildning, och inskrev honom i jesuiternas skola. Han började studera juridik vid universitetet i Bologna, men avbröt sina studier för att istället författa. 1565 blev han hovpoet och historiograf i Ferrara för huset Este, där han skulle insjukna psykiskt med förföljelsemani och hysteri. De sista åren förde han ett kringresande liv, och under sju år var han intagen på hospital för våldsamhet. Han avled i Rom där han befann sig med anledning av att påven Clemens VIII på Capitolium skulle låta kröna honom till landets främste skald, men hann inte mottaga lagerkransen.
Det första viktiga verket var herdedramat Aminta (1580), som skrevs inför en fest vid hovet. Hans mest berömda verk är dock eposet Det befriade Jerusalem (1581; ”La Gerusalemme liberata”). Tasso var rädd att eposet skulle uppfattas som hädiskt, varför han lät en inkvisitor läsa det innan han lämnade det till tryck. För att kunna skriva verket hade Tasso gjort omfattande studier i krönikor, och i tacksamhet till huset Este, är den ättens förfader Rinaldo d'Este verkets hjälte. Trots den tydliga prägeln av historicitet, är berättelsen en ren fiktion i vilken även övernaturliga inslag spelar stor roll för handlingen. I estetiskt avseende var Tasso anhängare av Aristoteles.
Tassos gravmonument finns i kyrkan Sant'Onofrio på Janiculum i Rom. I det intilliggande klostret finns hans dödsrum som nu är museum.

## Eftermäle
Asteroiden 12295 Tasso är uppkallad efter honom.

## Verk i urval
- Rinaldo (1562)
- Aminta (1573)
- Det befriade Jerusalem (La Gerusalemme liberata, 1575; publicerat 1581)